# Merrill Moore
Merrill Everet Moore (Algona, 26 september 1923 - San Diego, 14 juni 2000) was een Amerikaanse rock-'n-rollzanger en boogiewoogie-pianist.

## Carrière
Moore leerde op 8-jarige leeftijd piano spelen. Zijn grootste voorbeelden waren Moon Mullican en Freddie Slack. Op 12-jarige leeftijd trad hij soms op bij een radiostation in Des Moines. Na het verlaten van de school trad hij toe tot de Chuck Hall Band, die in plaatselijke balzalen speelde, voordat hij tijdens de Tweede Wereldoorlog bij de Amerikaanse marine diende. Daarna trouwde hij en verhuisde met zijn vrouw naar Tucson, Arizona en vervolgens naar San Diego, waar hij werkte als kledingverkoper en optrad in clubs, vaak met gitarist Arkie Geurin. In 1950 werd hij fulltime muzikant en richtte hij zijn eigen band de Saddle, Rock and Rhythm Boys op, die boogiewoogie en western swing speelde in de Buckaroo Club. Hij tekende in 1952 bij Capitol Records en nam een reeks singles op, waarvan de meest succesvolle een versie was van The House of Blue Lights in 1953. Ken Nelson van Capitol Records nodigde hem uit om deel te nemen aan een nationale tournee, maar Jimmy Kennedy, de eigenaar van de Buckaroo Club, weigerde Moore toe te staan zijn contract te verbreken om mee te doen.
Zijn muziek was later hoog aangeschreven door rockabilly-fans, vooral in Europa.
Moore bleef opnemen voor Capitol in de jaren 1950, maar beëindigde in 1955 zijn contract met Kennedy op en verhuisde naar Los Angeles. Daar werd hij een vaste klant, samen met Tennessee Ernie Ford, in het radioprogramma Hometown Jamboree van Cliffie Stone en werkte hij ook als sessiepianist voor Capitol op platen van Tommy Sands, Johnny Cash, Faron Young, Kay Starr en anderen. In 1962 verhuisde hij terug naar San Diego en keerde terug naar het spelen in hotels en clubs. Bekende songs waren Rock Rock Ola, Snatch It And Grab It en Hard Top Race.

## Overlijden
Merrill Moore overleed op 14 juni 2000 op 76-jarige leeftijd aan de gevolgen van kanker.
- Gemeinsame Normdatei: 134701259
- International Standard Name Identifier: 0000 0000 5550 7790
- Library of Congress Control Number: no98011821
- MusicBrainz: 43342056-f1e7-4119-83af-4bcff5cdd5a2
- Virtual International Authority File: 21755218
- WorldCat: E39PBJwdd94tQBGgpjmxHvgMyd